# Стено (лунный кратер)
Кратер Стено (лат. Steno), не путать с кратером Стено на Марсе, — крупный древний ударный кратер в северном полушарии обратной стороны Луны. Название присвоено в честь датского анатома и геолога Нильса Стенсена (Николаса Стено) (1638—1686) и утверждено Международным астрономическим союзом в 1970 г. Образование кратера относится к нектарскому периоду.

## Описание кратера

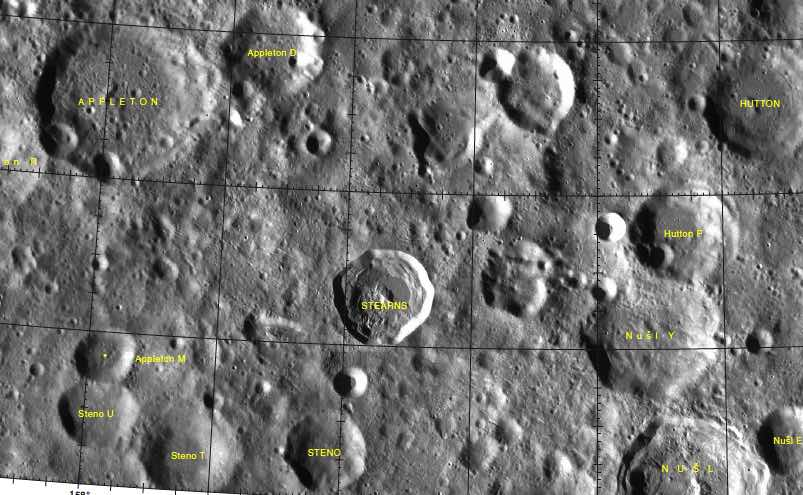
Окрестности кратера Стено. Фрагмент карты LAC-32.

Ближайшими соседями кратера являются кратер Стирнс на севере-северо-востоке; кратер Нушл на востоке; кратер Трюмплер на востоке-юго-востоке и кратер Тихомиров на юге. На  западе-юго-западе от кратера находится Море Москвы. Селенографические координаты центра кратера 32°37′ с. ш. 161°47′ в. д. / 32,61° с. ш. 161,78° в. д., диаметр 32.3 км, глубина 2 км.
Кратер Стено имеет близкую к циркулярной форму и умеренно разрушен. Вал сглажен и отмечен мелкими кратерами, юго-западная часть вала спрямлена. Высота вала над окружающей местностью достигает 930 м, объём кратера составляет приблизительно 660 км³. Дно чаши пересеченноe, в северо-восточной части чаши расположена небольшая борозда.

## Сателлитные кратеры
| Стено | Координаты                                              | Диаметр, км |
| ----- | ------------------------------------------------------- | ----------- |
| N     | 31°08′ с. ш. 161°31′ в. д. / 31,13° с. ш. 161,52° в. д. | 20,3        |
| Q     | 29°04′ с. ш. 157°44′ в. д. / 29,06° с. ш. 157,73° в. д. | 33,3        |
| R     | 31°04′ с. ш. 158°50′ в. д. / 31,07° с. ш. 158,84° в. д. | 17,5        |
| T     | 32°31′ с. ш. 159°40′ в. д. / 32,52° с. ш. 159,67° в. д. | 37,9        |
| U     | 32°58′ с. ш. 158°14′ в. д. / 32,97° с. ш. 158,23° в. д. | 30,0        |

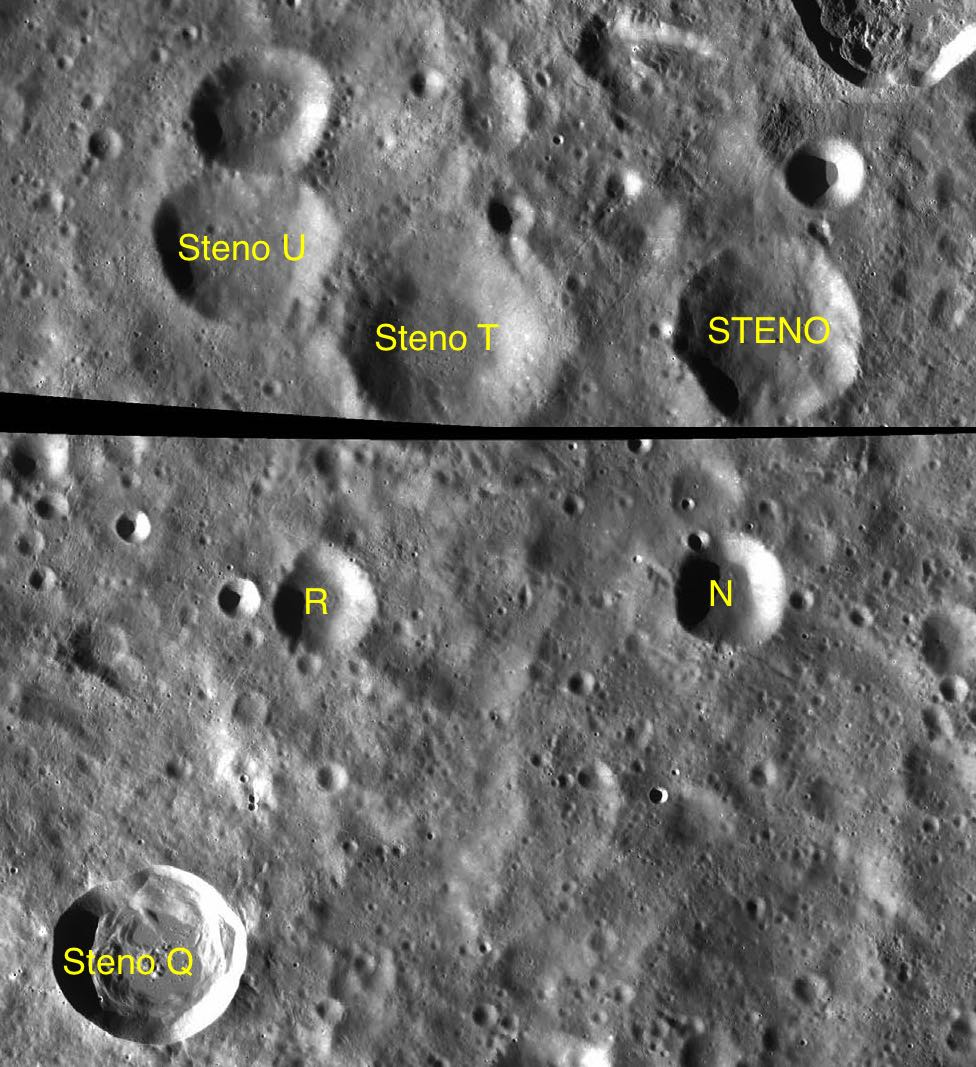
Фрагменты карт LAC-32, LAC-49.

- Образование сателлитного кратера Стено Q относится к эратосфенскому периоду[1].
- Образование сателлитных кратеров Стено T и U относится к нектарскому периоду[1].